# Jan Hartman

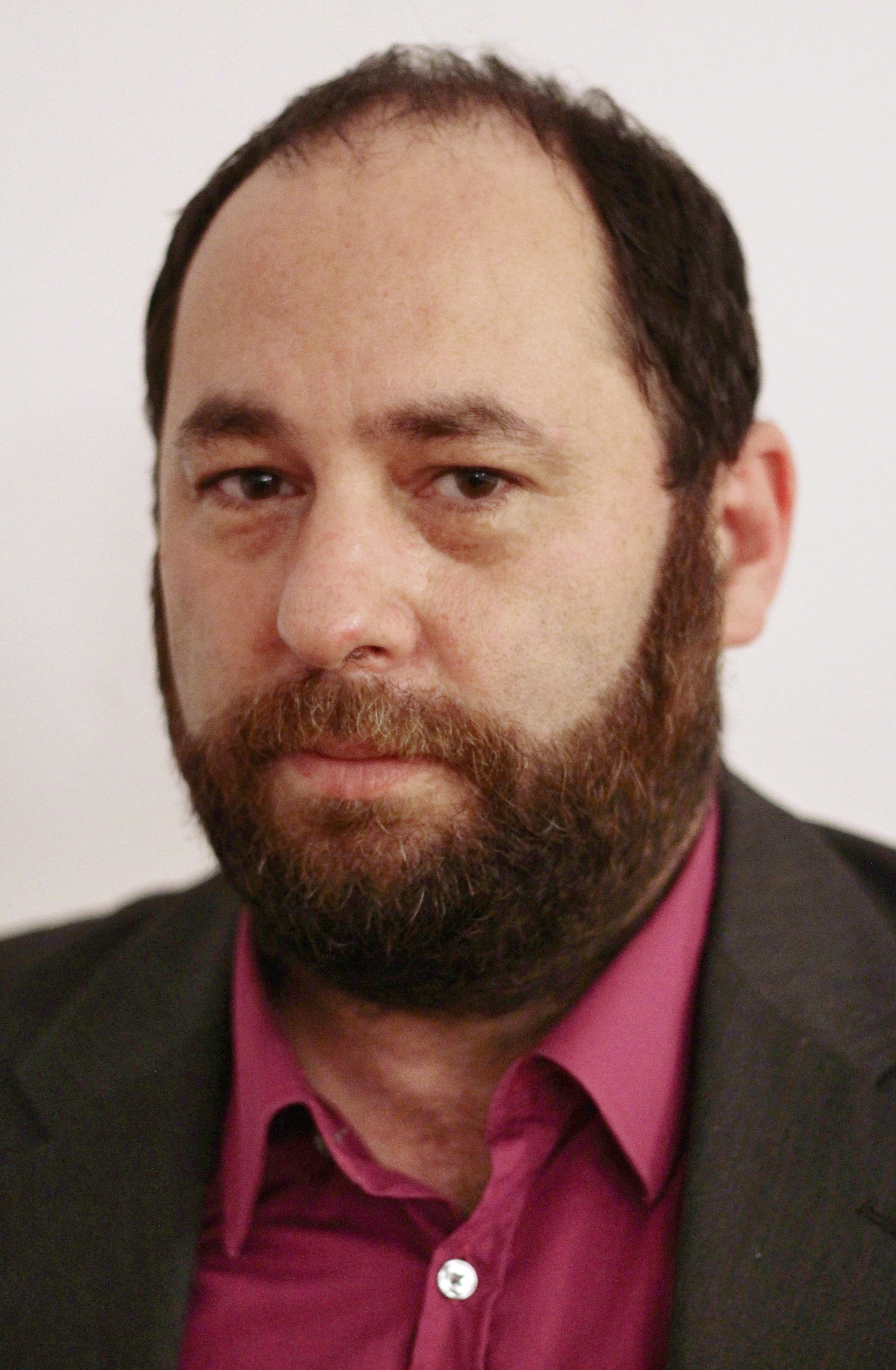
Jan Hartman

Jan Marek Hartman (* 18. März 1967 in Breslau) ist ein polnischer Philosoph, Hochschullehrer, Publizist und Politiker.

## Biografie
Jan Marek Hartman wurde in einer assimilierten jüdischen Familie als Sohn des Mathematikers Stanisław Hartman (1914–1992) und Verwandter von Rabbiner Izaak Kramsztyk (1814–1889) geboren.
Hartman studierte Philosophie an der Katholischen Universität Lublin. Im Zeitraum von 1990 bis 1994 war er Doktorand am Philosophischen Institut der Jagiellonen-Universität in Krakau, seit 1994 dessen Assistent. Seit Februar 1995 war er als Assistent, seit Februar 1995 als Adjunkt an dem Institut für Medizinphilosophie des Collegium Medicum derselben Universität beschäftigt, 2004 wurde er zum Leiter dieses Instituts befördert.
Seine Doktorarbeit, erstellt 1995 an der Jagiellonischen Universität bei Władysław Stróżewski, trug den Titel Problematik der Philosophischen Heuristik. 2008 erhielt er den Titel des Professors der humanistischen Wissenschaften, seit 2011 ist er ordentlicher Professor.
2005 bis 2008 war er Professor an der Humanistischen Aleksander-Gieysztor-Akademie in Pułtusk, 2008 bis 2011 Professor an der Kleinpolnischen Ökonomischen Hochschule in Tarnów.
Seine wissenschaftliche Tätigkeit ist der Metaphilosophie und philosophischen Heuristik sowie der Philosophie der Politik, Ethik und Bioethik gewidmet. In öffentlichen Auftritten repräsentiert er den liberalen Standpunkt.
Hartmann verfasste mehrere Bücher, veröffentlichte auch Artikel in der Gazeta Wyborcza, Tygodnik Powszechny, Rzeczpospolita, Polityka u. a. Er leitet die Redaktion der philosophischen Zeitschrift „Principia“.
2002 bis 2011 war er stellvertretender Vorsitzender der polnischen Partnerorganisation der Deutsch-Polnischen Akademischen Gesellschaft. 2007 bis 2013 war er Mitglied der polnischen Organisation von B’nai B’rith. 1993 verbrachte er sechs Monate als junior visiting fellow beim Wiener Institut für die Wissenschaften vom Menschen. Im Januar und Februar 2000 war er als visiting scholar an der Philosophischen Fakultät der Universität Aberdeen tätig.
Er war Parteimitglied von Unia Wolności und Mitglied des Wahlkomitees von Bronisław Komorowski vor den Präsidentschaftswahlen 2010.
2012 trat er der Ruch Palikota (Palikot-Bewegung) bei, 2013 koordinierte er die Europa-Plus-Bewegung in Kleinpolen und schloss sich der Twój-Ruch-Partei an.
Er bewarb sich erfolglos bei der Europawahl in Polen 2014. Nach einem Artikel über Inzest wurde er aus der Twój-Ruch-Partei ausgeschlossen sowie von der Jagiellonischen Universität kritisiert.
Jan Hartman gilt als Querdenker und Atheist.

## Veröffentlichungen (Auswahl)
- Heurystyka filozoficzna (Philosophische Heuristik), Monografie FNP, Wrocław 1997.
- Jak poważnie studiować filozofię (Wie soll man ernst Philosophie studieren), Wyd. Aureus, Kraków 1998, 2005, 2012.
- Techniki metafilozofii (Techniken der Metaphilosophie), Wyd. Aureus, Kraków 2001.
- Short Studies in Bioethics, Wyd. Aureus, Kraków 2003.
- Wstęp do filozofii (Einleitung zur Philosophie), Wydawnictwo Naukowe PWN, Warszawa 2005, 2006, 2008, 2013.
- Przez filozofię (Durch die Philosophie), Wyd. Aureus, Kraków 2007.
- Bioetyka dla lekarzy (Bioethik für Ärzte), Oficyna Wolters Kluwer Polska, Warszawa 2009, 2011.
- Polityka filozofii. Eseje (Politik der Philosophie. Essays), Universitas, Kraków 2010.
- Wiedza – Byt – Człowiek. Z głównych zagadnień filozofii (Wissen, Existenz, Mensch), Universitas, Kraków 2011.
- Zebra Hartmana (Hartmans Zebra), Industrial, Łódź 2011.
- Głupie pytania (Dumme Fragen), Agora, Warszawa 2013.
- Knowledge, Being and the Human: Some of the Major Issues in Philosophy. Peter Lang, Frankfurt 2013, ISBN 978-3-631-62285-8.